# Halma (Minnesota)
Halma es una ciudad ubicada en el condado de Kittson en el estado estadounidense de Minnesota. En el Censo de 2010 tenía una población de 61 habitantes y una densidad poblacional de 25,74 personas por km².

## Geografía
Halma se encuentra ubicada en las coordenadas 48°39′38″N 96°35′52″O / 48.66056, -96.59778. Según la Oficina del Censo de los Estados Unidos, Halma tiene una superficie total de 2.37 km², de la cual 2.34 km² corresponden a tierra firme y (1.31%) 0.03 km² es agua.

## Demografía
Según el censo de 2010, había 61 personas residiendo en Halma. La densidad de población era de 25,74 hab./km². De los 61 habitantes, Halma estaba compuesto por el 95.08% blancos, el 0% eran afroamericanos, el 0% eran amerindios, el 0% eran asiáticos, el 0% eran isleños del Pacífico, el 0% eran de otras razas y el 4.92% pertenecían a dos o más razas. Del total de la población el 0% eran hispanos o latinos de cualquier raza.